# Anoeta
Anoeta település Spanyolországban, Gipuzkoa tartományban. Anoeta Alkiza, Asteasu, Zizurkil, Villabona, Irura, Tolosa és Hernialde községekkel határos. Lakosainak száma 2087 fő (2024).

## Népesség
A település lakosságának változását az alábbi diagram mutatja:
| Lakosok száma | 1728 | 1776 | 1777 | 1851 | 1832 | 1893 | 1997 | 2090 | 2086 | 2087 |
|               | 2001 | 2004 | 2006 | 2009 | 2011 | 2014 | 2016 | 2019 | 2021 | 2024 |